# Paige (Texas)
Paige ist ein Census-designated place im Bastrop County in Texas.
Paige liegt am U.S. Highway 290, 44 Meilen östlich von Austin und im Nordosten von Bastrop County. Die Old San Antonio Road, jetzt Highway 21, begrenzt die Nordseite des Ortes.

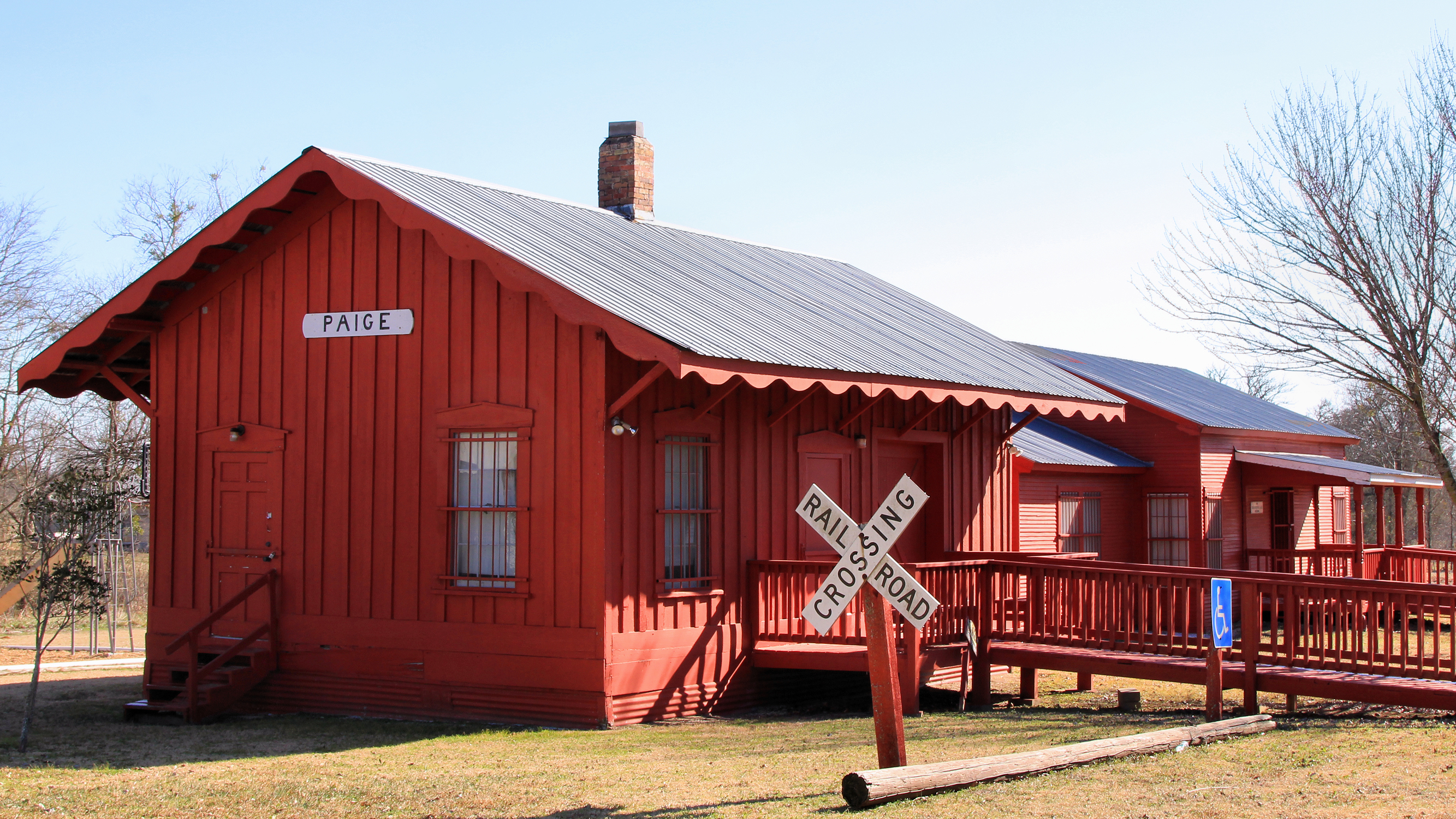
Alter Bahnhof in Paige, 2018

## Geschichte
Paige wurde 1872 in der Nähe der Houston and Texas Central Railway gegründet. Benannt wurde es nach dem Ingenieur Norman Paige, der die Bahnstrecke nach Houston  plante. Nach der Gründung zogen insbesondere Deutsche in den Ort. Ende des 19. Jahrhunderts war der Bahnhof ein Zentrum für die Verladung von landwirtschaftlichen Produkten, wie Baumwolle, Rinder, Schweine, Butter, Eier, Kartoffeln und Holz.
Im Jahr 2010 hatte Paige 2.623 Einwohner.

## Söhne und Töchter der Gemeinde
- Kevin Schwantz (* 1964), Motorradrennfahrer